# Arthur Bouvier
Pour les articles homonymes, voir Bouvier.
Arthur Bouvier, né à Bruxelles, le 24 juillet 1837 et mort à Saint-Gilles, le 11 février 1921, est un peintre belge.
Son champ pictural, influencé par l'École de Tervueren, couvre essentiellement les marines et les paysages. Il est considéré au tout premier rang des peintres marinistes belges de son époque.
Ses œuvres sont notamment conservées aux Musées royaux des Beaux-Arts de Belgique, au Musée des Beaux-Arts de Liège et au Musée Charlier.

## Biographie

### Famille
Arthur (Alexandre Marie Arthur) Bouvier, né à Bruxelles le 24 juillet 1837, est le fils d'Edmond Gustave Bouvier (1809-1864), avocat et avoué licencié près de la Cour d'appel de Bruxelles, et d'Hortense Seny (1813-1885), dont François-Joseph Navez réalise le portrait en 1842. Il épouse à Saint-Gilles le 23 août 1882 Anna Laure Schmit, née à Liège le 17 février 1847, veuve de Nicolas Constant Schmit (1832-1869), professeur à l'Université de Liège et fille de Jean Pierre Schmitt, professeur émérite de l'Université de Liège et d'Antoinette Catherine Haagen

### Carrière
Arthur Bouvier ne se forme à aucune académie et n'est l'élève d'aucun maître. De caractère indépendant, il étudie consciencieusement la nature dans le sillage de l'École de Tervueren, important mouvement artistique belge dont le chef de file est le peintre Hippolyte Boulenger. Au Salon de Bruxelles de 1869, le roi Léopold II acquiert son tableau intitulé Le Crépuscule.
En 1873, Arthur Bouvier, accompagné par le peintre Alphonse Asselbergs se rend en Afrique, où les deux artistes demeurent durant dix-huit mois, essentiellement en Algérie, et dont il représente La Darse, ancien port des pirates d'Alger exposé au Salon de Gand de 1874. 
Arthur Bouvier participe à au moins 26 salons triennaux belges de 1866 à 1903, de même qu'à plusieurs expositions du Cercle artistique et littéraire de Bruxelles. Grâce à sa marine intitulée L'Escaut hollandais, Arthur Bouvier obtient une médaille d'or au Salon de Bruxelles de 1878. Arthur Bouvier est présent à quatre Salons de Paris de 1868 à 1876 et à trois Expositions des maîtres vivants aux Pays-Bas, de 1868 à 1877. Ses œuvres sont également exposées à l'Exposition Universelle Coloniale et d'Exportation Générale à Amsterdam de 1883 (médaille d'argent), à l'Exposition universelle de 1885 à Anvers, à l'Exposition universelle de 1889 à Paris, à l'Exposition universelle de 1893 à Chicago et à l'Exposition universelle de 1900 à Paris.
Arthur Bouvier meurt, à son domicile, à l'âge de 83 ans, Chaussée de Charleroi no 67 à Saint-Gilles, le 11 février 1921. Ses funérailles ont lieu dans la plus stricte intimité.

## Œuvre

### Caractéristiques

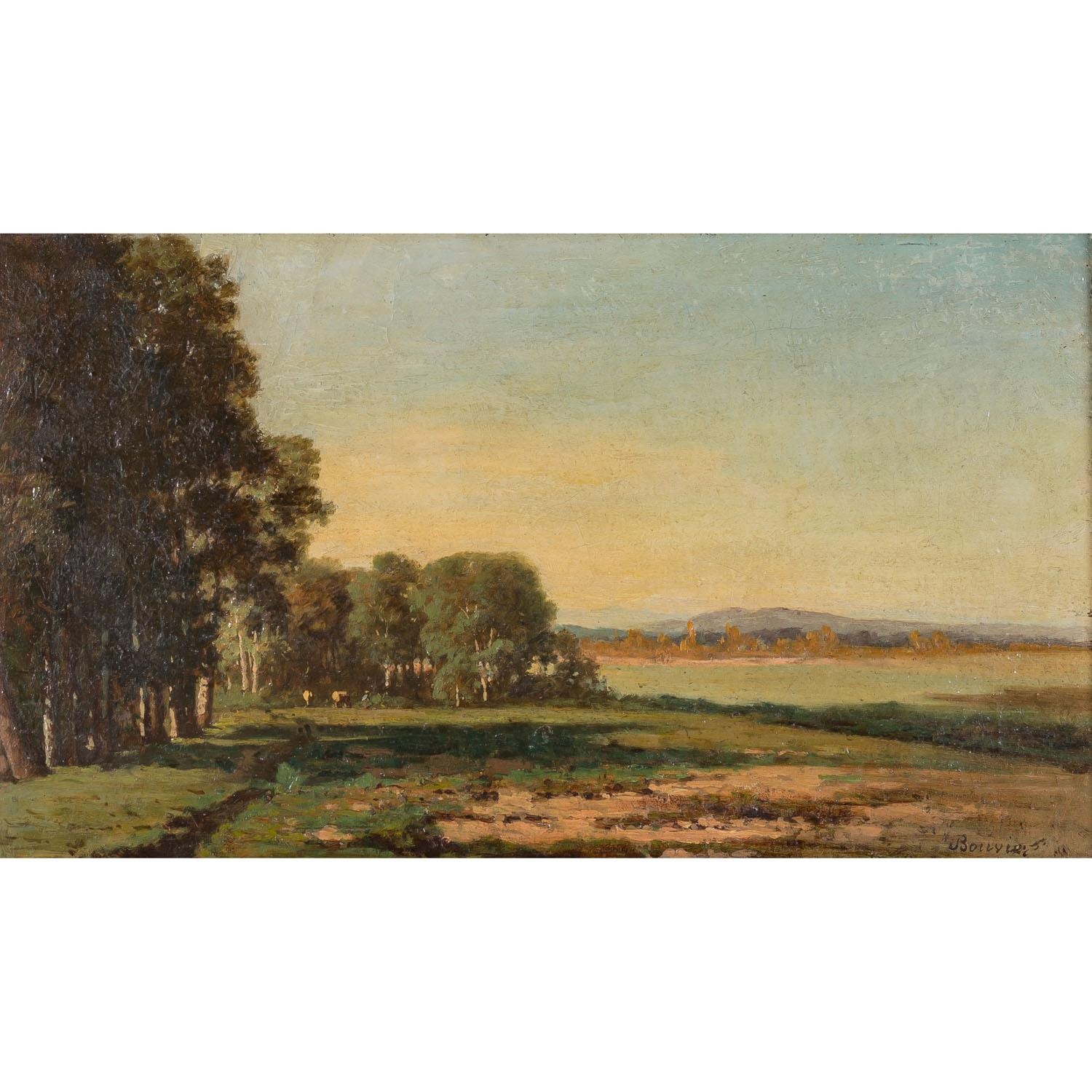
Paysage.

Son champ pictural couvre essentiellement les marines et les paysages. L'École de Tervueren influence profondément son œuvre. Dès 1866, il représente Le Bois des Capucins à Tervueren. Il peint également des sites en Campine présentées au Salon de Gand de 1868. Au Salon de Bruxelles de 1872, Arthur Bouvier est jugé, par Hyacinthe De Bruyn, comme un remarquable interprète de la mer. Sa Tempête de la Manche constituant un des plus grand succès du Salon. 

### Réception critique
En 1880, la Revue générale place Arthur Bouvier au tout premier rang des peintres marinistes. Élève de l'École de Tervueren, il est également un excellent paysagiste d'une nature méditative, saisissant le côté naïf et poétique des choses, d'une sincérité réelle. Il représente les fleuves et les mers avec un accent de vérité et de simplicité que nul ne possède au même degré que lui. Ses tableaux Rayon de soleil sur la mer et sa Tempête témoignent de sa supériorité.
Au Salon de Bruxelles de 1881, la critique du Journal de Bruxelles se montre élogieuse : « L'Approche de la tempête est très réussie, très fraîche et lumineuse. L'eau clapote bien, le ciel se meut, la note est juste. le peintre continue à peindre avec une sincérité rare et beaucoup de talent ».

### Galerie de marines

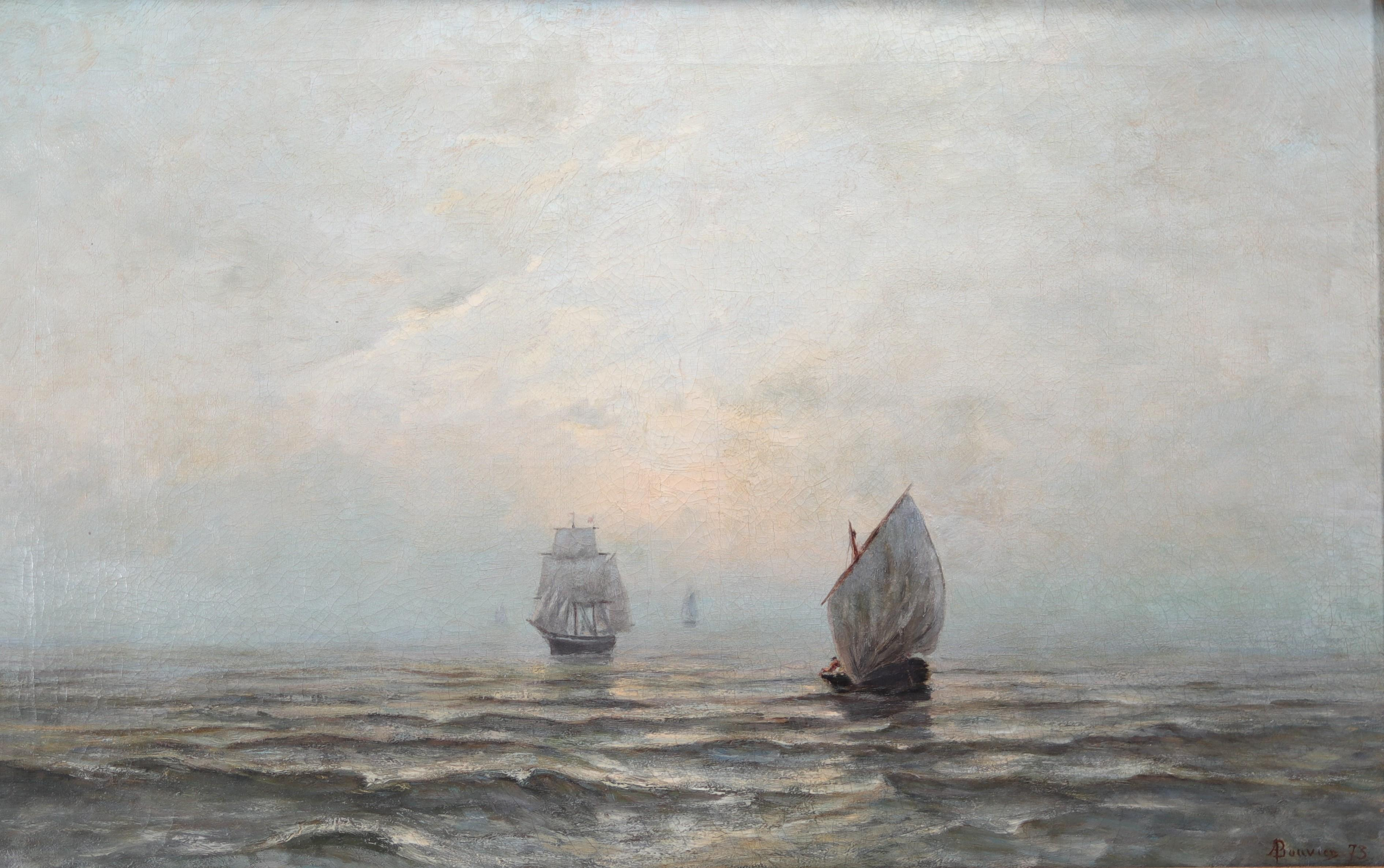
Marine.
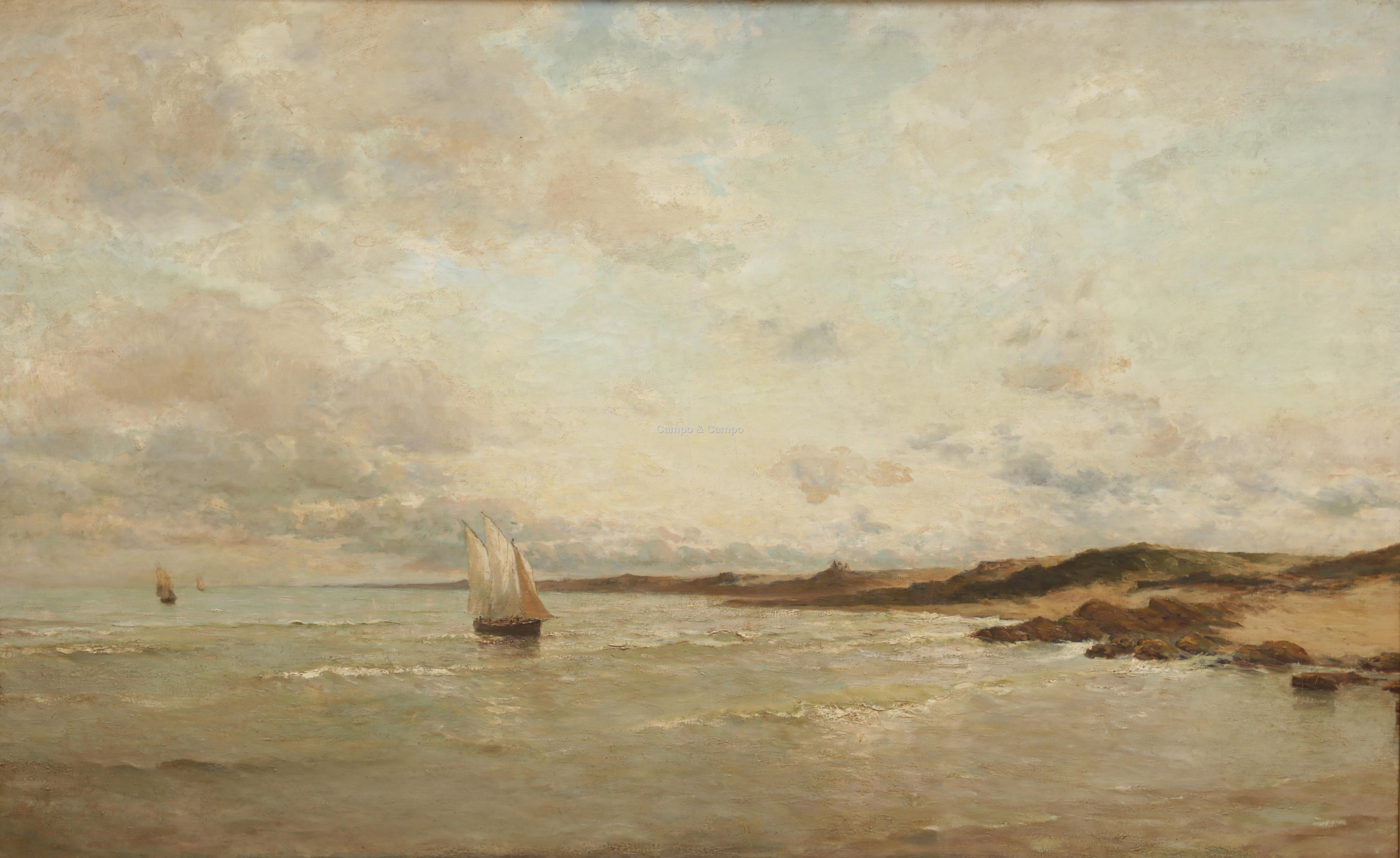
Marine.
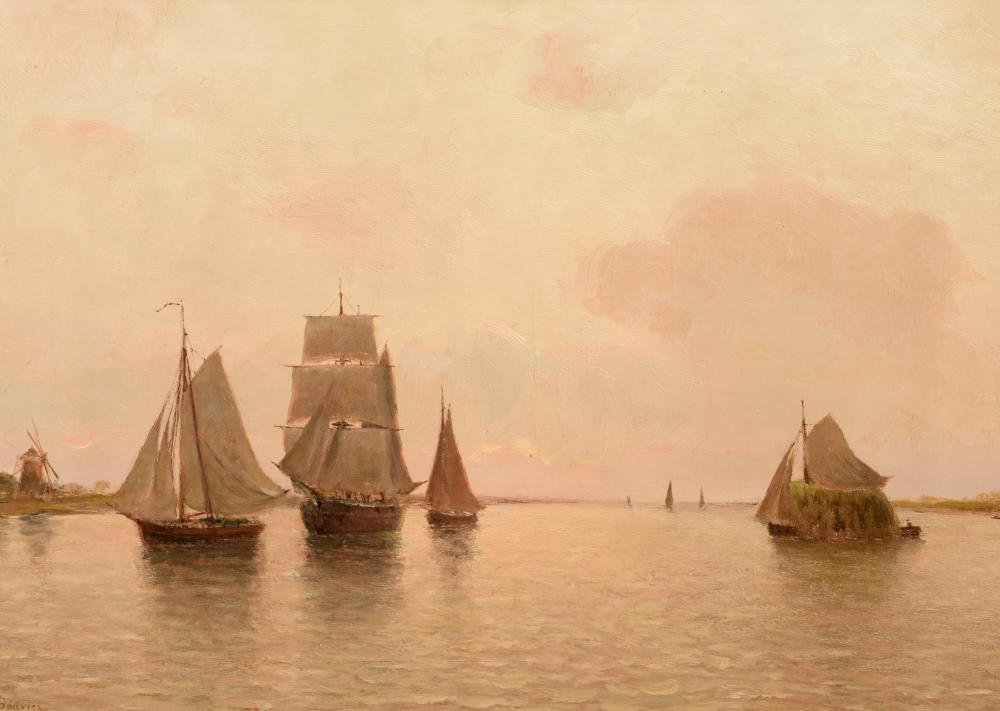
Voiliers sur l'Escaut.
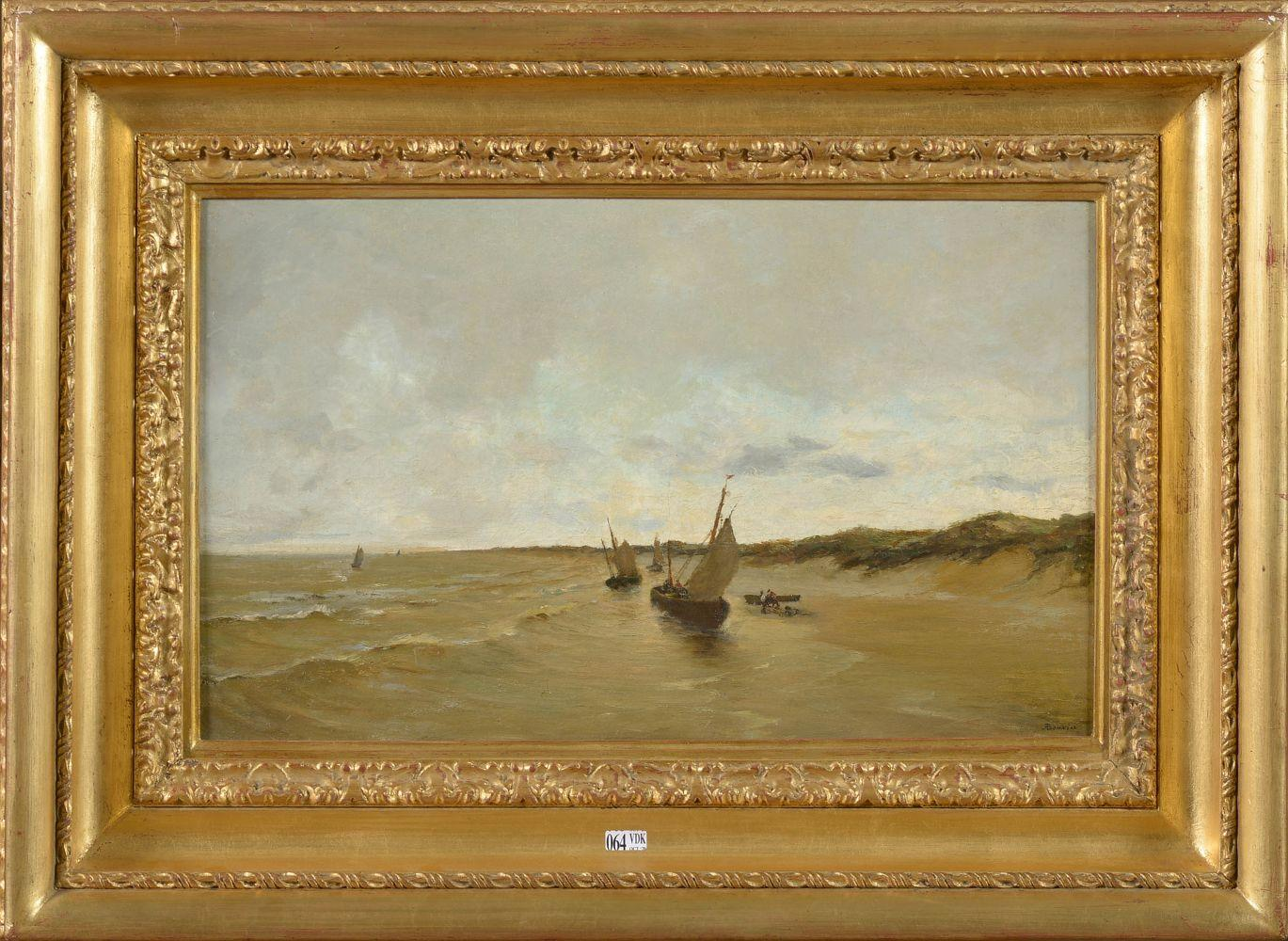
Bateaux en bord de mer.

### Expositions

#### Belgique
- Salon de Bruxelles de 1866 : Le Bois des Capucins à Tervueren, automne''[11].
- Salon de Gand (XXVIIe) de 1868 : Marais de la Campine (deux peintures) et deux marines[12].
- Salon de Bruxelles de 1869 : Le Matin, Le Coup de vent, Le Crépuscule et La Tempête[13].
- Salon d'Anvers de 1870 : Tempête, marine, Le Soir, marine et Le Chenal d'Ostende[14].
- Salon de Gand (XXVIIIe) de 1871 : Un grain dans la Manche, Avant l'orage, L'Escaut près de Tamise et Après la pluie[15].
- Salon de Bruxelles de 1872 : Tempête dans la Manche, Marée basse et Digue de l'Escaut à Bornhem[16].
- Salon d'Anvers de 1873 : Marine et Bords de l'Escaut[17].
- Salon de Gand de 1874 (XXIXe) : La Darse, ancien port des pirates d'Alger et Le Soir, Côtes de la Manche[18].
- Salon de Bruxelles de 1875 : Anvers au lever du soleil et Falaises du Finistère, marée montante[19].
- Salon d'Anvers de 1876 : L'Automne, forêt de l'Hunsrück, Gros temps, marine et Bords de l'Escaut[20].
- Salon de Gand (XXXe) de 1877 : Vue prise près de Dordrecht, Le Matin sur l'Escaut et Plage de La Panne, au lever du soleil[21].
- Salon de Bruxelles de 1878 : L'Escaut hollandais [6].
- Salon d'Anvers de 1879 : Mer houleuse, Marée basse et À Tholen (Hollande)[22].
- Salon de Gand (XXXIe) de 1880 : L'Approche de la tempête, entrée du port d'Ostende[23].
- Salon de Bruxelles de 1881 : Approche de la tempête et Environs de Berg-op-Zoom[24].
- Salon de Gand de 1883 (XXXIIe) : La Grève de Périac (Bretagne) et Lande du Morbihan[25].
- Salon de Bruxelles de 1884 : Les Rochers près de Piriac et Matin sur l'Escaut[26].
- Exposition universelle de 1885 à Anvers : Marine, Bras de l'Escaut en Zélande et Lande du Morbihan.
- Salon de Gand de 1886 (XXXIIIe) : Le Matin dans la mer du Nord et Les Feuilles gelées[27].
- Salon de Bruxelles de 1887 : Tempête du Cap-Martin (Alpes Maritimes)[28].
- Salon de Bruxelles de 1890 : Le Retour des barques à Heyst[29].
- Salon de Gand (XXXVe) de 1892 : deux marines[30].
- Salon de Bruxelles de 1893 : Une embellie (mer du Nord)[31].
- Salon de Gand (XXXVIe) de 1895 : La Houle[32].
- Salon de Bruxelles de 1900 : Rayons lointains (mer du Nord et Temps orageux[33].
- Salon de Bruxelles de 1903 : Après l'orage[34].

#### France
- Salon de Paris de 1868 : Paysage[35].
- Salon de Paris de 1869 : Paysage et Marine[35].
- Salon de Paris de 1870 : deux marines : Clair de lune et Côtes d'Angleterre[35].
- Salon de Paris de 1876 : deux marines : Brise sur l'Escaut[35].
- Salon d'automne de 1907 au Grand Palais des Champs-Elysées : L'Escaut à Tamise[35].

#### Pays-Bas
- Exposition des maîtres vivants d'Amsterdam en 1868 : Paysage et Vue de la mer[36].
- Exposition des maîtres vivants d'Amsterdam en 1871 : L'Escaut à Tamise, La Meuse près de Givet, La mer du Nord par temps brumeux et L'Escaut à Rupelmonde[36].
- Exposition des maîtres vivants d'Amsterdam en 1877 : La Meuse[36].

### Lieux de conservation
- Musées royaux des Beaux-Arts de Belgique (Bruxelles) : 
  - Marine, huile sur toile, inventaire no 3194, format 34 × 43,5 cm, legs de M. Champion de Villeneuve, Bruxelles, 1891[37].
  - Une éclaircie (1880), huile sur toile, inventaire no 2809, format 125,5 × 200 cm, acquis en 1881[37].
- Musée des Beaux-Arts de Liège : 
  - L'Approche de la tempête, huile sur toile, format 91 × 151 cm, inventaire no 48[38]
  - Tempête sur l'Atlantique, huile sur toile, format 176 × 280 cm, inventaire no 49[38].
- Hôtel de ville de Saint-Gilles : La Meuse à Dordrecht, huile sur panneau, format 59 × 99 cm, inventaire no 1141-T[38].
- Musée Charlier : Coucher de soleil sur la mer, huile sur toile, format 22,5 × 41,8 cm, inventaire no P/31/1964-1996[38].
- Résidence du Premier ministre de Belgique : Fête nautique dans la rade d'Anvers, huile sur toile, format 140 × 225 cm[38].

## Honneurs
- Chevalier de l'ordre de Léopold (4 mai 1881)[39].